# Contea di Dooly
La contea di Dooly (in inglese Dooly County) è una contea dello Stato della Georgia, negli Stati Uniti. La popolazione al censimento del 2000 era di 11 525 abitanti. Il capoluogo di contea è Vienna.